# Amphoe Mueang Trat
Amphoe Mueang Trat (Thai: อำเภอเมืองตราด) ist ein Landkreis (Amphoe – Verwaltungs-Distrikt) im Südosten der  Provinz Trat. Die Provinz Trat liegt in der Ostregion von Thailand an der Grenze zu Kambodscha, wird aber verwaltungstechnisch zu Zentralthailand gezählt.

## Geographie
Benachbarte Distrikte (von Westen im Uhrzeigersinn): die Amphoe Laem Ngop, Khao Saming und Bo Rai der Provinz Trat, die Provinzen Pursat und Koh Kong von Kambodscha, und schließlich Amphoe Khlong Yai wiederum in der Provinz Trat. Im Süden befindet sich der Golf von Thailand.

## Geschichte
Das Gebiet des heutigen Landkreises wurde 1901 als ein „Khwaeng“ der Mueang Trat besiedelt. Die Regierung erhob 1908 den Khwaeng in den Status Amphoe Mueang Trat. Im Jahr 1921 wurde der Kreis in Bang Phra umbenannt nach dem Namen des zentralen Tambon. Im Jahr 1938 wurde der Name wieder in Mueang Trat geändert, um sie dem Namensstandard für Hauptbezirke von Provinzen anzugleichen.

## Verwaltung

### Provinzverwaltung
Der Landkreis Mueang Trat ist in 14 Tambon („Unterbezirke“ oder „Gemeinden“) eingeteilt, die sich weiter in 98 Muban („Dörfer“) unterteilen.
| Nr. | Name           | Thai      | Muban | Einw.  |
| --- | -------------- | --------- | ----- | ------ |
| 01. | Bang Phra      | บางพระ    | 0-    | 05.814 |
| 02. | Nong Samet     | หนองเสม็ด  | 07    | 07.632 |
| 03. | Nong Sano      | หนองโสน   | 08    | 05.209 |
| 04. | Nong Khan Song | หนองคันทรง | 05    | 04.499 |
| 05. | Huang Nam Khao | ห้วงน้ำขาว  | 05    | 03.228 |
| 06. | Ao Yai         | อ่าวใหญ่    | 06    | 04.575 |
| 07. | Wang Krachae   | วังกระแจะ  | 12    | 25.185 |
| 08. | Huai Raeng     | ห้วยแร้ง    | 11    | 07.159 |
| 09. | Noen Sai       | เนินทราย   | 09    | 07.255 |
| 10. | Tha Phrik      | ท่าพริก     | 06    | 04.363 |
| 11. | Tha Kum        | ท่ากุ่ม      | 08    | 04.761 |
| 12. | Takang         | ตะกาง     | 06    | 02.576 |
| 13. | Chamrak        | ชำราก     | 05    | 02.602 |
| 14. | Laem Klat      | แหลมกลัด   | 10    | 06.949 |

### Lokalverwaltung
Es gibt eine Kommune mit „Stadt“-Status (Thesaban Mueang) im Landkreis:
- Trat (Thai: เทศบาลเมืองตราด) bestehend aus dem kompletten Tambon Bang Phra und Teilen des Tambon Wang Krachae.

Es gibt vier Kommunen mit „Kleinstadt“-Status (Thesaban Tambon) im Landkreis:
- Nong Samet (Thai: เทศบาลตำบลหนองเสม็ด) bestehend aus dem kompletten Tambon Nong Samet.
- Chamrak (Thai: เทศบาลตำบลชำราก) bestehend aus dem kompletten Tambon Chamrak.
- Tha Phrik Noen Sai (Thai: เทศบาลตำบลท่าพริกเนินทราย) bestehend aus dem kompletten Tambon Tha Phrik und Teilen des Tambon Noen Sai.
- Takang (Thai: เทศบาลตำบลตะกาง) bestehend aus dem kompletten Tambon Takang.

Außerdem gibt es neun „Tambon-Verwaltungsorganisationen“ (องค์การบริหารส่วนตำบล – Tambon Administrative Organizations, TAO)
- Nong Sano (Thai: องค์การบริหารส่วนตำบลหนองโสน) bestehend aus dem kompletten Tambon Nong Sano.
- Nong Khan Song (Thai: องค์การบริหารส่วนตำบลหนองคันทรง) bestehend aus dem kompletten Tambon Nong Khan Song.
- Huang Nam Khao (Thai: องค์การบริหารส่วนตำบลห้วงน้ำขาว) bestehend aus dem kompletten Tambon Huang Nam Khao.
- Ao Yai (Thai: องค์การบริหารส่วนตำบลอ่าวใหญ่) bestehend aus dem kompletten Tambon Ao Yai.
- Wang Krachae (Thai: องค์การบริหารส่วนตำบลวังกระแจะ) bestehend aus Teilen des Tambon Wang Krachae.
- Huai Raeng (Thai: องค์การบริหารส่วนตำบลห้วยแร้ง) bestehend aus dem kompletten Tambon Huai Raeng.
- Noen Sai (Thai: องค์การบริหารส่วนตำบลเนินทราย) bestehend aus Teilen des Tambon Noen Sai.
- Tha Kum (Thai: องค์การบริหารส่วนตำบลท่ากุ่ม) bestehend aus dem kompletten Tambon Tha Kum.
- Laem Klat (Thai: องค์การบริหารส่วนตำบลแหลมกลัด) bestehend aus dem kompletten Tambon Laem Klat.